# La casa e il mondo
La casa e il mondo (Ghare-Baire) è un film del 1984 diretto da Satyajit Ray.